# نیروهای مسلح شاهنشاهی ایران
نیروهای مسلح شاهنشاهی ایران از ۴ سازمان نظامی شامل ارتش شاهنشاهی ایران،ژاندارمری شاهنشاهی ایران،شهربانی شاهنشاهی ایران و ستاد بزرگ‌ارتشتاران بعلاوه وزارت جنگ که مسئولیت برنامه ریزی برای نیروهای نظامی را بر عهده داشت،تشکیل شده بود.
با وقوع انقلاب۱۳۵۷ نیروهای مسلح جمهوری اسلامی جایگزین آن شد.
نیروهای مسلح شاهنشاهی ایران در سال های پایانی حکومت پهلوی یکی از بزرگترین نیرو های مسلح دنیا را در اختیار داشت که با انقلاب ۵۷ فرو پاشید.

## نیروهای فعال
نیروهای مسلح شاهنشاهی ایران با در اختیار داشتن حدود ۶۰۰ هزار نفر نیروی فعال و بیش از ۳۵۰ هزار نفر نیروی ذخیره، یکی از بزرگ‌ترین سازمان نیروهای مسلح در غرب آسیا محسوب می‌شد.

## بودجه
ارتش شاهنشاهی ایران از جایگاه ویژه‌ای برخوردار بود و بیشتر بودجهٔ کشور را صرف تجهیز کردن ارتش می‌ کردند. خرید تسلیحات های پیشرفته از کشورهای غربی به‌ویژه آمریکا، پُرشمار کردن نفرات ارتش و اختصاص دادن حقوق و مزایای عالی برای نظامیان بالادست از جمله اقدامات محمدرضا پهلوی در این زمینه بود. وی با درآمدهای نفتی، ارتش ۱۲۰ هزار نفری را در سال ۱۹۷۷ به ۵۴۰ هزار نفر و همچنین بودجهٔ ارتش را از ۶۰ میلیون دلار در سال ۱۹۵۴ به ۷٫۳ میلیارد دلار در سال ۱۹۷۷ رساند.
| سال  | بودجه کل (میلیون دلار) | درصد درآمد تولید ناخالص داخلی |
| ---- | ---------------------- | ----------------------------- |
| ۱۹۵۴ | ۲۰۰                    | ـ                             |
| ۱۹۵۵ | ۲۵۰                    | ـ                             |
| ۱۹۵۶ | ۳۰۰                    | ـ                             |
| ۱۹۵۷ | ۳۵۰                    | ـ                             |
| ۱۹۵۸ | ۴۰۰                    | ـ                             |
| ۱۹۵۹ | ۴۵۰                    | ـ                             |
| ۱۹۶۰ | ۵۰۰                    | ۲٫۳٪                          |
| ۱۹۶۱ | ۶۰۰                    | ۲٫۳٪                          |
| ۱۹۶۲ | ۷۵۰                    | ۲٫۳٪                          |
| ۱۹۶۳ | ۸۵۰                    | ۲٫۶٪                          |
| ۱۹۶۴ | ۱۰۰۰                   | ۲٫۹٪                          |
| ۱۹۶۵ | ۱۱۰۰                   | ۳٫۲٪                          |
| ۱۹۶۶ | ۱۳۰۰                   | ۳٫۸٪                          |
| ۱۹۶۷ | ۱۵۰۰                   | ۴٫۵٪                          |
| ۱۹۶۸ | ۱۷۰۰                   | ۵٫۲٪                          |
| ۱۹۶۹ | ۲۰۰۰                   | ۶٪                            |
| ۱۹۷۰ | ۲۳۰۰                   | ۵٫۹٪                          |
| ۱۹۷۱ | ۳۰۰۰                   | ۳٪                            |
| ۱۹۷۲ | ۳۸۰۰                   | ۲٫۳٪                          |
| ۱۹۷۳ | ۴۵۰۰                   | ۱٫۹٪                          |
| ۱۹۷۴ | ۵۵۰۰                   | ۸٫۸٪                          |
| ۱۹۷۵ | ۶۵۰۰                   | ۱۲٫۱٪                         |
| ۱۹۷۶ | ۷۲۰۰                   | ۱۱٫۲٪                         |
| ۱۹۷۷ | ۹۰۰۰                   | ۱۰٫۲٪                         |
| ۱۹۷۸ | ۱۰۵۰۰                  | ۱۱٫۲٪                         |

## فرماندهان عالی رتبه
- محمدرضا شاه پهلوی (بزرگ ارتشتاران)

- ارتشبد عباس قره باغی (رئیس ستاد بزرگ ارتشتاران)

- سپهبد هوشنگ حاتم (جانشین رئیس ستاد بزرگ‌ارتشتاران)

- سپهبد جعفر صانعی (معاون هماهنگ کننده ستاد بزرگ ارتشتاران)

- سپهبد موسی رحیمی لاریجانی (رئیس اداره اول ستاد بزرگ ارتشتاران)

- سرلشکر پرویز امینی افشار (رئیس اداره دوم ستاد بزرگ ارتشتاران)

- سپهبد علی محمد خواجه نوری (رئیس اداره سوم ستاد بزرگ ارتشتاران)

- سپهبد جلال پژمان (رئیس اداره چهارم ستاد بزرگ ارتشتاران)

- سپهبد خلیل بخشی آدر (رئیس اداره پنجم ستاد بزرگ ارتشتاران)

- سرلشکر محمد فرزام (رئیس اداره هفتم ستاد بزرگ ارتشتاران)

- سپهبد ناصر مقدم (رئیس سازمان اطلاعات و امنیت کشور)

- سپهبد جعفر شفقت (وزیر جنگ)

- سرلشکر علی نشاط (فرمانده گارد شاهنشاهی ایران)

- سپهبد عبدالعلی بدره ای (فرمانده نیروی زمینی شاهنشاهی ایران)

- سپهبد امیر حسین ربیعی (فرمانده نیروی هوایی شاهنشاهی ایران)

- دریا سالار کمال حبیب الهی (فرمانده نیروی دریایی شاهنشاهی ایران)

- سرلشکر منوچهر خسروداد (فرمانده هوانیروز ارتش)

- سپهبد سعید مهدیون (فرمانده پدافند هوایی ارتش)

- سپهبد احمد علی محققی (فرمانده ژاندارمری شاهنشاهی ایران)

- سپهبد مهدی رحیمی (رئیس شهربانی ایران)

- سپهبد نادر جهانبانی (معاون فرماندهی نیروی هوایی و سرپرست تیم آکروجت تاج طلایی)